# Edu Snethlage
Everhardus Snethlage, dit Edu Snethlage (9 mai 1886 à Ngawi et mort le 12 janvier 1941 à Medan), est un footballeur international néerlandais, qui évoluait au poste d'attaquant.

## Biographie

### Carrière en club
Il passe l'intégralité de sa carrière de joueur au Quick Den Haag.

### Carrière en sélection
Il dispute onze matchs avec la sélection néerlandaise entre 1907 et 1909, pour dix buts inscrits. 
Il joue son premier match en équipe nationale le 21 décembre 1907 contre l'équipe d'Angleterre et son dernier le 11 décembre 1909 face à cette même équipe. Il inscrit un triplé face à la Belgique le 25 avril 1909.
Il fait partie de la sélection néerlandaise lors des Jeux olympiques de 1908, compétition lors de laquelle il remporte la médaille de bronze. Il dispute les deux matchs de la sélection néerlandaise, contre la Grande-Bretagne et la Suède, inscrivant un but.

## Palmarès
| Quick Den Haag - Championnat des Pays-Bas (1) : - Champion : 1907-08. |  | Pays-Bas - Jeux olympiques : - Bronze : 1908. |